# エーバーハルト (フランケン公)
フランケン公エーバーハルト（Eberhard von Franken, 885年頃 - 939年10月2日）は、コンラディン家出身のフランケン大公（在位：911年 - 939年）。ラーンガウ伯コンラート（大コンラート）と東フランク王国の王アルヌルフの娘グリスムート（グリスモント・グロスモント）との間の子、東フランク王コンラート1世（小コンラート）の弟、ラーンガウ伯オットーの兄。エーバーハルト3世ともいわれる。

## 生涯
エーバーハルトは911年に即位した兄東フランク王コンラート1世の治世、特にバイエルン大公アルヌルフおよびザクセン大公ハインリヒとの紛争において、兄を補佐した。918年、兄コンラート1世は亡くなる前に、全大公をフォルヒハイムに呼んだが、ザクセン大公ハインリヒは現れなかった。ヴィドゥキント・フォン・コルヴァイは、コンラートが死の床でハインリヒに帝国権標を渡すよう、弟エーバーハルトに告げたと記録している。919年5月、エーバーハルトはフリッツラーの帝国会議においてハインリヒに帝国権標を渡し、ハインリヒがザクセン人として初めて東フランク王となった。しかし、現在ではヴィドゥキントの記述はリウドルフィング家の言い伝えをもとに加えられたものと多くの歴史家は考えている。
エーバーハルトと新国王ハインリヒ1世との関係は悪くはなかった。926年から928年の間、ハインリヒ1世はエーバーハルトにロートリンゲン大公位を譲り渡したとされており、このことはハインリヒがエーバーハルトを信頼していた証であると考えられている。ロートリンゲンはエーバーハルトの統治下は静かであった。また、934年にはハインリヒ1世によりロートリンゲン大公ギゼルベルトや司教らとともに西フランク王ラウールのもとに派遣されている。
936年のハインリヒの死後、エーバーハルトはハインリヒの後継者オットー1世と衝突するようになる。937年、エーバーハルトはザクセン大公領とフランケン大公領の境界にあるペッケルスハイムのヘルメルン城（Burg Helmern）を包囲した。城代のブルニンク（Bruning）はザクセン人であり、エーバーハルトとの（あるいはフランケン人または非ザクセン人との）封建関係を拒否した。オットー1世はマグデブルクの宮廷に包囲に参加した者すべてを呼び、結局、エーバーハルトは罰金を支払い、部下たちも死んだ犬を運ぶという、当時では特に名誉を傷つけられる罰を受けた。
エーバーハルトはそれ以降オットーに敵対するようになる。938年、エーバーハルトはオットーの異母兄タンクマールおよびビルング家のヴィヒマン（ヘルマン・ビルングの兄）と共に反乱を起こし、オットーの弟ハインリヒを捕虜とした。しかし、タンクマールは938年に殺され、エーバーハルトはハインリヒを釈放して降伏し、一時はヒルデスハイムの城塞に幽閉されたものの、まもなく元の地位を与えられた。その後エーバーハルトは王弟ハインリヒおよびロートリンゲン大公ギゼルベルトと共に再び反乱を起こした。939年10月2日、エーバーハルトはアンデルナハの戦いにおいてコンラート・クルツボルトとヴェッテラウ伯ウドー（エーバーハルトの従兄弟）に敗れ、戦死した。ウドー自身がエーバーハルトを殺害したと考えられている。ロートリンゲン大公ギゼルベルトは逃げる際にライン川で溺死した。